# Polsat SuperHit Festiwal
Polsat SuperHit Festiwal je polský hudební festival. Skládá se ze 3 koncertů: Koncert Platynowy, Hity Sieci bez tajemnic, Radiowy Przebój Roku, Kabaretonu a také eventuálních koncertů jednoho umělce. Festival od roku 2015 zastupuje TOPtrendy.

## Ročníky
- 1. ročník: 29. – 31. května 2015, Polsat SuperHit Festiwal 2015.

- 2. ročník: 27. – 29. května 2016, Polsat SuperHit Festiwal 2016.